# نادي فيسوا بوتسك لكرة اليد
نادي فيسوا بوتسك لكرة اليد (بالبولندية: Wisła Płock) هو نادي كرة يد في بولندا تأسس في سنة 1964 يقع مقره في بوتسك، بولندا. يلعب في الدوري البولندي لكرة اليد. تبلغ سعة ملعبه 5492 متفرجا.